# Midnight Club: Los Angeles
Midnight Club: Los Angeles (с англ. — «Полночный клуб: Лос-Анджелес») — видеоигра в жанре аркадных авто- и мотогонок, разработанная студией Rockstar San Diego и изданная компанией Rockstar Games для приставок Xbox 360 и PlayStation 3 в октябре 2008 года. Версия для PlayStation Portable была выпущена под названием Midnight Club: L.A. Remix. Локализацией занималась компания «1С-СофтКлаб», выпустившая игру с русской документацией. В 2009 году вышло расширенное издание под названием Midnight Club: Los Angeles Complete Edition. Это четвёртая и последняя часть серии Midnight Club.
Как и предыдущие части серии, Midnight Club: Los Angeles базируется на уличных гонках. Действие игры происходит в Лос-Анджелесе, по которому предоставлена свобода передвижения. По сюжету главный герой стремится победить местного чемпиона уличных гонок Бука и стать партнёром по бизнесу предпринимателя Кэрола в его мастерских. Игроку доступны различные лицензированные производителями автомобили и мотоциклы, которые можно изменять с помощью тюнинга и стайлинга. Присутствует онлайн-режим, поддерживающий одновременно до 16 игроков. Помимо этого, по сравнению с предыдущими частями серии, полицейские погони в Midnight Club: Los Angeles стали более проработанными: за игроком могут погнаться в любой момент при нарушении им правил дорожного движения, а в случае задержания выписывается штраф.
Гоночная аркада разработана на движке Rockstar Advanced Game Engine (RAGE), благодаря которому команда создателей значительно улучшила графику и физическую модель, а также использовала новые технологии и возможности, попутно развив идеи, заложенные в предыдущей части серии. Midnight Club: Los Angeles получила преимущественно положительные оценки от игровой прессы. Критикам понравились разнообразные гоночные заезды, качественная графика, большой и проработанный открытый мир, а также обширные онлайн-возможности, а к недостаткам рецензенты отнесли излишне высокий уровень сложности и малое количество нововведений в серии.

## Игровой процесс
Midnight Club: Los Angeles представляет собой аркадную гоночную игру, выполненную в трёхмерной графике. Как и предыдущие части серии, игра посвящена уличным гонкам. За прохождение заездов игроку начисляются деньги и баллы авторитета, количеством которых определяется условный уровень навыков, а также открывается доступ к новым миссиям, транспортным средствам и запчастям тюнинга. Большинство состязаний имеют четыре уровня сложности на выбор или только один из них — лёгкий, средний, трудный и самый трудный. В Midnight Club: Los Angeles действует система трофеев и достижений.

### Открытый мир
Действие происходит в Лос-Анджелесе, по которому предоставлена свобода передвижения. По дорогам ездят машины, а по тротуарам идут пешеходы, которые при попытке их сбить отбегают в сторону. Присутствует динамическая смена времени суток и погодных условий. При езде по городу можно встретить уличных гонщиков на дорогах или на различных притонах (автомобильных стоянках), и устроить с ними соревнование. Для выбора, тюнинга и стайлинга, покупки, а также продажи, обмена и тест-драйва транспортных средств служат находящиеся в городе гаражи. Кроме того, в городе можно находить жёлтые бочки с логотипом Rockstar, сбор каждых 10 из которых (всего же по городу спрятаны 60 таких бочек) позволяет разблокировать определённый чит-код (например, бесконечное нитро); однако, активация последних отключает сохранение прогресса игры.
По городу ездит полиция, о приближении которой игроку сигнализирует антирадар, расположенный на приборной панели. Если игрок нарушает ПДД, и при этом его транспортное средство находится в поле зрения полиции неподалёку, то она включит сирену с проблесковыми маячками и поначалу попытается подъехать к нарушителю для того, чтобы выдать штрафной талон. Если же игрок будет пытаться скрыться от полиции или проедет мимо неё со значительным превышением скорости, то она начнёт погоню. Полицию также могут вызвать пешеходы, если съезжать с проезжей части в наполненные большим количеством людей места или многократно попадать в ДТП. При требовании остановки от полиции и во время погони любые миссии недоступны (однако полиция может начать преследовать игрока и его соперников и во время гонки), а прежде чем запустить другой режим игры нужно заплатить штраф. В ходе преследования полиция вызывает подкрепление. Если скрыться с поля зрения полиции, она будет некоторое время вести патрулирование того района города, в котором нарушитель был замечен в последний раз, но если эти поиски не дадут результатов, игра выходит из режима погони. Если же во время преследования игрок будет медленно ехать или неподвижно стоять возле полицейских, а также если вовсе разобьёт транспортное средство, то будет пойман и вынужден заплатить штраф, размер которого зависит от времени погони. После задержания игрок начинает движение от здания департамента полиции Лос-Анджелеса.

### «Карьера»
Основным режимом в игре является «Карьера» (Career). В нём информация о проведении заездов, событиях и возможностях передаётся главному герою, которым управляет игрок, от различных персонажей по телефонным звонкам на переговорное устройство «Кореш» (Sidekick). Некоторые гонки и задания являются обязательными для прохождения активными миссиями, в то время как другие служат только для зарабатывания дополнительных денег и авторитета.

#### Виды гонок

Заезд вида «Гонки по маршруту» (Ordered Races), игрок управляет автомобилем Nissan 240SX (в центре экрана). Head-Up Display (HUD) показывает (по часовой стрелке) место игрока в гонке среди её участников, панель приборов, мини-карту и текущее время заезда

Насчитывается большое количество различных видов заездов. В общих чертах их суть остаётся неизменной — игроку необходимо преодолеть маршрут от старта до финиша. Во время некоторых гонок на дороге могут быть установлены трамплины, которые позволяют перелетать через большие препятствия. После каждого заезда можно просмотреть его повтор. Каждый вид заезда имеет свои уникальные особенности.
- «Гонки по маршруту» (Ordered Races) — нужно проехать постепенно появляющиеся в определённом порядке контрольные точки от старта до финиша. Игрок волен выбирать удобный ему маршрут до следующей контрольной точки, однако если пропустит её, то следующая контрольная точка не появится.
- «Гонки без маршрута» (Unordered Races) — нужно проехать контрольные точки от старта до финиша в случайном порядке (при этом, финиш всегда является последней контрольной точкой). В отличие от предыдущего вида гонок, в этом все контрольные точки доступны изначально.
- «Кольцевые гонки» (Circuit Races) — нужно проехать закольцованный маршрут с последовательно появляющимися контрольными точками определённое количество раз. В данном случае место старта становится первой контрольной точкой каждого круга, а в варианте с выбыванием последнего на каждом круге выбывает гонщик, завершивший круг последним.
- «Заезд на время» (Time Trials) — на определённом предварительно настроенном автомобиле надо в одиночку проехать появляющиеся в определённом порядке контрольные точки до истечения времени.
- «По ориентиру» (Red Light Races) — гонка от ближайшего светофора до ориентира на другом конце города. Финиш является единственной контрольной точкой, а игрок волен доехать до неё любым путём. Гонщики, с которыми проводится этот вид гонок, не обозначаются на карте до тех пор, пока их не найти во время свободного передвижения по городу; в свою очередь, вариация этого вида — Landmark Races — гонки, доступные изначально.
- «Автострада» (Freeway Races) — быстрая гонка против гонщика, вызванного на автостраде. После начала гонки последовательно появляются несколько контрольных точек вдоль автострады, которые надо проехать до финиша. Гонщики, с которыми проводится этот вид гонок, не обозначаются на карте до тех пор, пока их не найти во время свободного передвижения по городу[10].

#### Особые виды гонок и задания
По мере прохождения «Карьеры» открываются особые виды гонок. В сущности они включают в себя основные виды заездов, но со специальными условиями.
- «Турниры» (Tournaments) предполагают серию из трёх гонок, после каждой из которых гонщику начисляется определённое количество очков (в зависимости от занятого места), и для победы нужно набрать наибольшее количество очков среди участников турнира.
- «Серийные гонки» (Series Races) — нужно первым среди участников одержать две победы в последовательно проходящих гонках.

На некоторых стоянках города проводятся дуэли один на один со ставками, которые бывают двух видов.
- «Гонки на пари» (Wager Races) — перед заездом делается ставка на деньги (размер ставки в определённых пределах может выбрать игрок). Победитель получает обратно свои деньги и деньги соперника в размере ставки.
- «Вы уволены» (Pink Slip Races) — перед заездом ставка делается на транспортное средство. Если проиграть его сопернику, можно устроить реванш и в случае победы отыграть транспортное средство обратно.

Помимо гонок, присутствуют два вида заданий.
- «Служба доставки» (Delivery) — требуется перевезти автомобиль из территории мастерской в требуемую точку города за ограниченное время и с как можно меньшей интенсивностью повреждений. Повреждения постепенно снижают денежное вознаграждение, а если превысить установленный лимит повреждений или ограничение по времени, то задание будет проиграно.
- «Погашение долга» (Payback) — нужно повредить автомобили не оплативших счёт клиентов мастерской. Когда игрок подъезжает к машине клиента, запускается обратный отсчёт времени, а клиент постарается скрыться. За ограниченное время надо успеть разбить автомобиль клиента и, если таковая есть, поехать к следующей цели. Если же время истекает, то на машину игрока нападают телохранители клиента, от которых следует скрыться во избежание поражения в задании и для возвращения к процессу повреждения автомобилей должников.

Во время свободного передвижения по городу различные персонажи игры также могут вызывать на «Гонки по телефону» (Telephone Races) — в этом случае игрок волен выбрать любой доступный заезд вида «Гонки по маршруту», «Гонки без маршрута», «Кольцевые гонки» или «По ориентиру» (Landmark Races) и некоторые условия его проведения (например, время суток).

### Дополнительные режимы и сетевые возможности
Помимо «Карьеры» — основного режима игры, служащего для её прохождения — в Midnight Club: Los Angeles присутствуют несколько дополнительных. Режим «Аркада» (Arcade) позволяет игроку самостоятельно выбрать один из четырёх видов заезда («Гонки по маршруту», «Гонки без маршрута», «Кольцевые гонки» или «По ориентиру» (Landmark Races)), гонку и настроить её условия (например, количество соперников, кругов и плотность дорожного движения). В большинстве видов заездов имеется возможность включить уловки, которые находятся в собираемых разноцветных капсулах по городу. По целевому назначению уловки могут быть направлены на персонажа игрока (например, маскировка, делающая автомобиль невидимым для других) или на соперников (например, пульсация, от применения которой атакованный взлетает в воздух). Объединение двух одинаковых уловок в одну образует более мощную суперуловку. Игрок может использовать различные сочетания уловок и изменять их параметры, а также предварительно выбирать уловки, которые понадобятся в дальнейшем. При включении уловок деньги и баллы авторитета за прохождение заездов не начисляются. Режим «Задания» (Goal Attack) предусматривает повторное прохождение уже пройденных в «Карьере» заездов видов «Гонки по маршруту», «Гонки без маршрута», «Кольцевые гонки» или «По ориентиру» (Landmark Races), но со специальными условиями — занять первое место, завершить состязание без превышающих определённый уровень повреждений транспортного средства, проехать гонку за ограниченное время и совокупно выполнить все эти задачи; рекорды времени прохождения гонок в этом режиме заносятся в таблицы лидеров, позволяющие сравнить результаты с другими игроками. В игре присутствует редактор трасс, с помощью которого можно создавать соревнования с уникальными маршрутами: их можно проверить с помощью пробного заезда и затем задействовать в многопользовательской игре. С помощью встроенного в игру режима фотографирования можно сделать снимок экрана со своим транспортным средством в городе, сохранить его в своём фотоальбоме и выложить в сеть.
Многопользовательский режим в Midnight Club: Los Angeles поддерживает до 16 игроков одновременно. В нём есть все основные виды гонок из одиночного режима — «Гонки по маршруту», «Гонки без маршрута», «Кольцевые гонки» и «По ориентиру» (Landmark Races). Помимо этого, доступны уникальные для этого варианта игры виды заездов:
- «Свободный захват флага» (Free for All Capture the Flag) — нужно подобрать флаг и вернуть его к заданной точке, а другие игроки пытаются его похитить. Когда флаг доставлен, появляется новый. Необходимо набрать заданное количество очков или захватить флагов больше других игроков до истечения времени.
- «Флаг на базу» (Basewar Capture the Flag) — командный вариант захвата флага, где у каждой команды свой флаг, появляющийся на её базе. Требуется захватить флаг соперника и доставить его на свою базу. Побеждает команда, первой набравшая заданное количество очков или захватившая больше флагов за заданное время.
- «Захват флага: нейтральная территория» (Splitbase Capture the Flag) — вариант, аналогичный «Флагу на базу», но вместо флага на базах появляется один флаг на нейтральной территории. Этим флагом нужно завладеть раньше соперника и доставить на свою базу.
- «В отрыв» (Keepaway) — необходимо завладеть единственным флагом, после чего игроку начисляются очки. Требуется удерживать флаг дольше других игроков.
- «Резерв» (Stockpile) — количество флагов в городе на один меньше, чем игроков, которым следует доставлять флаги на свою базу, и после доставки всех появляются новые. Один из флагов является бомбой, и если игрок не успевает избавиться от этого флага до окончания заезда, его очки понижаются.
- «Резерв: нейтральная территория» (Splitbase Stockpile) — командный вариант «Резерва», в котором между двумя соперничающими базами появляются флаги на нейтральной территории. Побеждает команда, первой набравшая заданное количество очков или захватившая больше флагов за заданное время.

Вариант игры по локальной сети позволяет свободно ездить по городу, начать случайный заезд или создать свой по установленным для всех правилам. В онлайн-игре же (в версии для Xbox 360 для её реализации задействованы возможности сервиса Xbox Live) присутствуют несколько режимов. «Сетевой круиз» (Quick Cruise) — езда в открытом мире с возможностью присоединиться к уже начатой гонке или создать собственную с предложением другим игрокам принять в ней участие. В «Стандартных гонках» (Player Match) игрок, являющийся администратором конференции (в случае создания новой или передачи ему администрирования от другого игрока), может выбрать режим игры и параметры гонки, а также устанавливает ограничения для участников, присоединяющихся к этой конференции. В «Гонках по правилам» (Ranked Match) режим игры предустановлен, а игроку нужно выбрать гонку и машину. По окончании гонки на экране конференции администратор может изменять параметры настройки и режим, и, при желании, начать гонку заново. В случае, если присоединиться к гонке, которая уже происходит, игра переходит в зрительский режим (Spectator Mode) — в нём игрок наблюдает за процессом текущей гонки, после завершения которой ему будет предложено присоединиться к следующей. В онлайн-варианте в меню сообщества есть списки друзей и таблицы лидеров, позволяющие игрокам сравнивать статистику в различных видах заездов; у каждого из игроков есть возможность выбрать своего персонажа, представленных как главным героем, так и некоторыми его соперниками. Функция «Оцените меня» (Rate My Ride) позволяла покупать модифицированные версии транспортных средств других игроков (при этом, игрок мог купить только те транспортные средства, которые уже открыл во время одиночного прохождения) и оценивать их, и наоборот — продавать и публиковать к оценке свои, подобно возможностям в серии Forza Motorsport.
В онлайн-игре действовала рейтинговая система Driving Test в виде зачислявшихся за участие в заездах и победы очков. Возможности сервиса Rockstar Games Social Club использовались для отслеживания статистики игрока и присуждения ему призов. Проводились онлайн-турниры, для участия в которых был предусмотрен соответствующий режим; за победу в онлайн-турнирах игрокам присуждались различные награды. Кроме того, в версии игры для внутреннего японского рынка использованы отдельные онлайн-сервера. Сервера игры были частично отключены 31 мая 2014 года после закрытия сервиса GameSpy, и, как следствие, сетевые возможности стали официально недоступны в версии для PlayStation 3, в то время как на Xbox 360 стали недоступны функции «Оцените меня» и Driving Test.

### Транспортные средства

В Midnight Club: Los Angeles разработчики существенно расширили возможности модификации транспортных средств, по сравнению с предыдущей частью серии. На скриншоте игрок выбирает рулевое колесо, видоизменяя салон автомобиля Chevrolet Cobalt SS

Транспортные средства в Midnight Club: Los Angeles, как и в предыдущей части серии, представлены лицензированными моделями от известных мировых производителей. Все они разделяются на различные типы, например, тюнингованные и роскошные. Помимо этого, транспортные средства условно разделяются на четыре класса — D, C, B и A, и чем выше класс, тем лучше у них технические характеристики, например, максимальная скорость и крутящий момент. Кроме того, у игрока есть возможность использовать клаксон, а также откинуть или поднять верх у родстеров. Детали для внешней и внутренней доработки постепенно открываются отдельно для каждого типа транспортного средства при повышении его ранга за участие в заездах (максимальный ранг — 5). Для каждого автомобиля и мотоцикла можно установить одну из четырёх особых возможностей — «Зона» (Zone, замедляет время для оценки ситуации на дороге), «Агро» (Agro, позволяет таранить другой транспорт без снижения скорости), «Рёв» (Roar, вызывает раскидывающую в стороны едущий рядом транспорт ударную волну) или ЭМИ (EMP, кратковременно глушит электрооборудование проезжающего рядом транспорта): для того, чтобы её использовать, игроку необходимо заполнить соответствующие ячейки на панели приборов путём быстрого и осторожного вождения. Чем чаще используется особая возможность, тем больше ячеек со временем будет доступно (максимальное количество таких ячеек — три). Особые возможности доступны для установки только в одиночных режимах игры. Так же, как и в предыдущих частях серии, транспортные средства имеют такие возможности, как, например, езда на двух колёсах и перенос веса.
При столкновениях и при езде в глубоких водоёмах автомобили и мотоциклы получают повреждения, тяжесть которых показывается на соответствующей шкале: если это значение на шкале достигнет максимума, то транспортное средство выйдет из строя, и для дальнейшей возможности езды его нужно либо отремонтировать в гараже, либо провести «Быструю починку» (в последнем случае сильно повреждённые и оторвавшиеся детали заменяются на грунтованные, а шкала измерителя повреждений очищается). При столкновении с бензоколонкой на автомобильной заправочной станции первая взрывается, и, как следствие, транспортное средство повреждается сильнее, чем при обычных столкновениях. В отличие от предыдущих частей серии, столкновение с бензоколонкой не сразу выводит автомобили и мотоциклы из строя, а сами заправочные станции служат для пополнения запаса нитро и включают в себя станции техобслуживания для полной починки транспортного средства. Если автомобиль перевернётся, то через несколько секунд будет восстановлено положение на колёсах, но без устранения повреждений. На мотоциклах легче маневрировать и проезжать среди плотного городского трафика, но они менее устойчивы к столкновениям: при сильном ударе персонаж слетает с мотоцикла и только через несколько секунд вновь оказывается на нём. Перед модификацией текущего транспортного средства или доступом к другим всегда требуется полная починка, если в ней есть надобность.

## Сюжет
Протагонист (Мэттью Мецгер) прибыл из Восточного побережья в Лос-Анджелес и созвонился с местным чемпионом уличных гонок Буком (Мартин Маккой), который ожидал новичка у ресторана Carney’s Express Limited и предоставил ему один из трёх подержанных автомобилей на выбор — Volkswagen Golf/GTI, Volkswagen Scirocco или Nissan 240SX. Там главного героя встретили Бук вместе с двумя другими уличными гонщиками — Тревором (Эфраим Бентон) и Николаем (Иво Велон); после разговора с ними, была затеяна гонка с Тревором. Спустя две победы над Тревором герой подъехал к китайскому ресторану Great Palace, где застал общающихся между собой Бука, Николая и Лестера (Виллидж Думец): Бук похвалил героя за успехи в первых заездах, а герой попросил помочь ему с поиском механика, на что Бук с Николаем посоветовали заглянуть в мастерскую «Голливудские автомобили» (Hollywood Auto), которой владеет русский иммигрант Кэрол (Саул Стейн). Герой посетил Кэрола и работающего на него механика Джеффа (Армандо Риеско): Кэрол предоставил герою свою мастерскую и упомянул друга Бука — Мартина (Эндрю Стюарт-Джонс), который ездит на красном Scirocco. После очередной победы герой прибыл к закусочной Pink’s Hotdogs, где Энни (Никки Снельсон) поссорилась с Брайаном (Крис Мюррей), не вернувшим ей деньги; герой поинтересовался о гонках, и Энни, прежде чем состязаться лично, упомянула городскую стоянку в Сенчури Сити, на которой собираются местные уличные гонщики. После выигрыша в состязаниях, возле отеля «Джорджиан» (The Georgian) герой застал Энни и Лестера: последний предложил гонки по пляжу против него и других уличных гонщиков, на что герой согласился, тогда как Энни ушла по своим делам. После соревнований герой приехал в «Классические автомобили» (Classic Autos) — вторую мастерскую Кэрола, расположенную возле пляжа: Кэрол пожаловался, что дела с бизнесом идут ужасно, и рассказал про клиента, который задолжал ему большие деньги. По просьбе Кэрола, герой взял ключи от припаркованного рядом с мастерской Buick Grand National GNX, и, поехав на нём, разбил машину должника.
Главный герой вновь встретился на причале с Кэролом, который на этот раз упомянул своего знакомого — Пита (Джоуи Озенн), ездящего на Mitsubishi Evolution IX MR: герой развязал с последним гонку, на кон которой ставилось транспортное средство, и выиграл. Героя на новой машине заметил проезжавший мимо Бук: он был возмущён такой дерзостью героя, и сказал ему посоревноваться с Эндрю (Луи Чанцзянь) — опытным гонщиком, который хочет погонять, поставив на кон машину. Герой прибыл на одну из парковок, где застал Хьюго (Херардо Родригес) и Мигеля (Мандо Альварадо): гонщики были скептически настроены к герою, но последний победил их в гонках. После этого герой прибыл на парковку к Эндрю и Цзиню (Кристофер Ларкин), которые не посчитали героя достойным состязаться с ними, но герой уговорил их посоревноваться. Сначала он выиграл автомобиль Цзиня, а побеждённый затем Эндрю по-прежнему не посчитал героя достойным гонщиком, и, в качестве попытки доказать это, предложил состязание на мотоциклах, однако герою удалось выиграть и на этот раз. После гонок герой прибыл к ресторану New Pantry, где встретился с Хьюго: тот оправдывал своё поражение машиной сестры и, будучи уже на своём Golf 32, уговорил героя посостязаться ещё раз. После повторной победы над Хьюго герой встретил Кэрола, нёсшего в руках покупки, и они решили посостязаться в уличных гонках. После очередных побед герой прибыл на крышу отеля «Стандарт» (The Standard), где отдыхали Бук и Николай: Бук сказал герою не попадаться ему на глаза до тех пор, пока не победит чемпиона делового района Томми (Ванейк Эчеверриа), чемпиона холмов Леона (Джейсон Вутен) и чемпионку пляжа Латисию (Никколе Салтер). У героя получилось победить соперников, после чего он вновь встретился с Буком на крыше отеля, и они затеяли гонку: герой победил Бука и, таким образом, стал чемпионом уличных гонок Лос-Анджелеса. После успеха герой прибыл в отель «Шато Мармон», где застал Энни и Кэрола: первая вскоре ушла, а герой дал Кэролу сумку с миллионом долларов, что позволило им организовать полноценный совместный бизнес.

## Разработка и выход игры
Разработкой Midnight Club: Los Angeles, как и предыдущих частей серии Midnight Club, занималась студия Rockstar San Diego, которая решила создать новую игру для консолей следующего поколения — Xbox 360 и PlayStation 3. Сэм Хаузер, основатель компании Rockstar Games, заявил, что студия «хотела переосмыслить идею полного эффекта присутствия в гоночной игре, как оффлайн, так и онлайн». Хотя изначально предполагалось, что Midnight Club 3: DUB Edition станет последней частью запланированной трилогии, её успех и желание создателей в полной мере реализовать все свои задумки побудили к выпуску продолжения: «наша серия уже умирала, мы просто хотели закончить работу!» В качестве игровой территории был выбран американский город Лос-Анджелес, который до этого уже был воссоздан в Midnight Club II. Однако, по сравнению с предыдущими частями серии, где имелось одновременно несколько городов, Лос-Анджелес в новой игре стал более подробным — его размер, по словам разработчиков, сопоставим с территориями всех трёх городов из Midnight Club 3: DUB Edition. Игровой Лос-Анджелес, помимо прочего, включает в себя много достопримечательностей, улиц и районов своего реального прототипа, включая Голливуд, Беверли-Хиллз и Бульвар Санта-Моника. Тем не менее, структура дорог не является достоверно воссозданной, что, как и в случае с предшественниками франшизы, связано с желанием создателей сделать территорию наиболее подходящей для быстрых гоночных заездов и наполненной различными скрытыми путями.

### Технические решения

Для создания Midnight Club: Los Angeles разработчики использовали движок RAGE, позволяющий воспроизводить графику высокого разрешения

В качестве игрового движка для Midnight Club: Los Angeles был выбран Rockstar Advanced Game Engine (RAGE) — движок собственной разработки Rockstar Games, ранее использовавшийся в таких играх компании, как Rockstar Games presents Table Tennis и Grand Theft Auto IV. Благодаря возможностям движка была по сравнению с предыдущими частями серии значительно улучшена графика. Автомобили, каждый из которых содержит около ста тысяч полигонов, были проработаны вплоть до салона, вследствие чего впервые в серии реализован вид из кокпита, а также несколько других новых положений камеры, показывающих движения транспортного средства с наиболее зрелищного ракурса. Детализация и качество текстур, эффектов, отражений, освещения и теней были существенно повышены. Кроме того, благодаря технологиям RAGE разработчики полностью устранили загрузочные экраны (при этом заявив, что игроки могут перейти из оффлайна в онлайн и обратно менее, чем за 10 секунд), реализовали динамическую смену времени суток, погодных условий (в отличие от предыдущих частей серии, в которых время суток и погодные условия менялись после заездов), а также интенсивности городского трафика: небольшой поток автомобилей ночью, умеренный — днём, усиленный — утром и вечером. Дополнительно создатели предусмотрели карту, которая не только содержит условные обозначения и дополнительные сведения, но и позволяет игрокам осматривать сам город с разной высоты, перемещая камеру и регулируя её масштаб, как это, например, было сделано в Test Drive Unlimited.
Все транспортные средства в игре, включая трафик, представлены лицензированными автомобилями и мотоциклами от известных мировых производителей, таких как Nissan, Chevrolet, Lamborghini, Mercedes-Benz, Ducati и других. Как и в предыдущей части серии, в Midnight Club: Los Angeles разработчиками были реализованы возможности тюнинга и стайлинга транспортных средств, которые включают лицензированные запчасти от таких производителей, как American Racing, HKS, Sparco и других. Кроме того, возможности по модификации автомобилей и мотоциклов были значительно улучшены: появились изменение салона (например, рулевого колеса и подсветки приборной панели) и полноценный редактор аппликаций (которые можно наносить в множество слоёв), а кузовные детали позволяется в большей или меньшей степени заменить на другие на всех типах транспортных средств, включая экзотику и мотоциклы. Помимо этого, в отличие от предыдущих частей серии, сюжетная линия в Midnight Club: Los Angeles представлена от третьего лица, благодаря чему игрок может наблюдать за главным героем, его действиями и отношениями с другими гонщиками; анимация каждого персонажа в игре сделана с помощью технологии захвата движения, а сами актёры, с которых сняты движения, озвучили соответствующих действующих лиц. В отличие от предыдущих частей Midnight Club, разработчики уделили больше внимания погоням, в которых полиция может оштрафовать игрока. Значительным улучшениям подверглась онлайн-игра, которая включает новые режимы, а также задействует до 16 игроков и возможности сервиса Rockstar Games Social Club. Главный продюсер серии Джей Панек утверждал, что «поклонники видеоигр будут поражены тем, насколько детально воспроизведут Лос-Анджелес, его атмосферу и все транспортные средства», и обещал, что «игра станет настоящим прорывом в жанре».
В связи с разным техническим оснащением консолей Xbox 360 и PlayStation 3, а также особенностями движка RAGE, обе версии имеют между собой небольшие различия в качестве графики. Так, в версии для Xbox 360 используется разрешение 720p, в то время как на PlayStation 3 — 960×720, растянутое до соотношения сторон 16:9. Кроме того, каждая из версий использует определённый метод сглаживания: на Xbox 360 используется 2xMSAA, обеспечивающий более чёткое текстурирование, в то время как на PlayStation 3 — quincunx, позволяющий получить менее «зубчатые» края трёхмерных объектов. Помимо прочего, версия для Xbox 360 отличается более высокой контрастностью изображения. Обе версии работают при стабильной частоте примерно до 30 кадров в секунду, но в некоторых моментах игры были отмечены её падения.

### Маркетинг и выпуск
Анонс игры состоялся 16 мая 2007 года. Впервые Midnight Club: Los Angeles была показана в начале августа того же года на игровой выставке в Лейпциге. Там было продемонстрировано и новое место действия — город Лос-Анджелес, смена времени суток, а также два новых автомобильных бренда в серии — Mazda и Ford. Всего было показано семь трейлеров с различными транспортными средствами, представленными в игре. После Rockstar Games опубликовала скриншоты с автомобилями Dodge Challenger Concept и Chevrolet Camaro Concept — на тот момент это было их третье появление в видеоиграх. 16 июля 2008 года Midnight Club: Los Angeles была продемонстрирована на выставке E3 2008 в рамках пресс-конференции компании Take-Two Interactive, где разработчики показали игровой процесс во время уличных гонок; в плане интерфейса и визуального оформления Midnight Club: Los Angeles на тот момент была более схожей с предыдущей частью серии — Midnight Club 3: DUB Edition. 21 августа того же года игра была продемонстрирована на выставке Games Convention.
Новые консоли, безусловно, позволяют нам достичь ощущений, которые были ранее недоступны, но если бы мы всё ещё разрабатывали игру такой, как представляли себе 8 лет назад, мы бы поступили неправильно. Игра всегда развивается, и к этому нужно быть готовым. С каждой новой игрой вы должны оспаривать идеи, которые привыкли считать истиной. В Midnight Club: Los Angeles мы очень довольны тем, что вы никогда не покидаете [игровой] мир. Переход от карьеры к аркаде, к редактору гонки, к онлайну — всё это делается без резких переходов. Нет возвращения в главное меню и мучительного преодоления комплекса экранов загрузки. Мы взяли базовые принципы — свободу и скорость — и использовали их, чтобы создать игру для эпохи высокой чёткости.
Оригинальный текст (англ.)The new consoles are certainly allowing us to create an experience that we couldn’t before, but if we were still making the game we envisioned 8 years ago, we’d be doing something wrong. The game is always evolving and you have to be open to that. With every new game you have to challenge the ideas that you’ve come to hold as truths. Something about Midnight Club: Los Angeles that we are really happy with is that you never leave the world. Going from career to arcade to the race editor to online is all done seamlessly. No backing out to a main menu and suffering through a collection of load screens. We’ve stuck to the original principles — freedom and speed, and used them to make a game for the high definition era.Джей Панек, исполнительный продюсер серии
Выпуск Midnight Club: Los Angeles неоднократно откладывался. Изначально игра должна была выйти весной 2008 года, однако 11 марта 2008 года в Rockstar Games сообщили, что выход был отложен на август—октябрь по причинам финансовых убытков Take-Two Interactive. 21 апреля 2008 года стало известно, что выпуск Midnight Club: Los Angeles должен состояться 9 сентября в Северной Америке и 12 сентября в Европе, но уже 3 июля появилась информация, что выход вновь перенесли — на 7 октября в Северной Америке и 10 октября в Европе. Окончательной датой выпуска стало 20 октября 2008 года в Северной Америке и 24 октября в Европе. 29 октября была выпущена локализованная версия Midnight Club: Los Angeles компанией «1С-СофтКлаб» — на русский язык переведены только обложка, документация и плакат с игровыми картой города и списком транспортных средств, сама же игра осталась на английском языке; помимо этого, компанией проводился розыгрыш, победитель которого получал возможность раскрасить свой автомобиль в стиле Midnight Club: Los Angeles. На выставках DUB Show Tour у стенда Midnight Club: Los Angeles посетители могли получить доступ к эксклюзивным демоверсиям и демонстрациям контента игры и выиграть сопутствующую тематическую продукцию (например, мотоциклы); само сотрудничество с DUB позволило включить эксклюзивно в Midnight Club: Los Angeles несколько модифицированных партнёрами журнала моделей автомобилей. 5 февраля 2009 года вышла специальная для внутреннего рынка Японии версия, издателем которой выступила компания Spike.

### Дополнительный контент и специальные издания
Для портативной консоли PlayStation Portable была выпущена отдельная версия игры под названием Midnight Club: L.A. Remix, разработкой которой преимущественно занималась студия Rockstar London. В ней, в отличие от оригинальных версий для Xbox 360 и PlayStation 3, был использован тот же движок, что и в предыдущих играх серии, — Angel Game Engine (AGE), и поэтому была значительно упрощена графическая составляющая и внесены небольшие изменения в геймплей, а город Лос-Анджелес был преобразован из Midnight Club II с небольшими изменениями. Тем не менее специально для Midnight Club: L.A. Remix была сделана карьера в городе Токио, которая продолжает сюжетную линию главного героя, сама же столица Японии была сконвертирована разработчиками из Midnight Club 3: DUB Edition Remix.
Для Midnight Club: Los Angeles 12 декабря 2008 года был анонсирован комплект загружаемого контента South Central, который должен был выйти в начале 2009 года. Первоначально в качестве даты выпуска было названо 12 марта, но она была перенесена на неделю по причинам технических недоработок, и в итоге 19 марта были выпущены два дополнения из этого комплекта — бесплатное South Central Map Expansion, добавляющее четыре новых квартала, составляющих район Южный Централ (что составляет примерно одну третью часть исходной карты), и платное South Central Premium Upgrade, которое включает в себя больше гоночных заездов, заданий, сетевых трасс, транспортных средств, деталей тюнинга, музыкальных треков, трофеев и достижений. В апреле вышли два дополнения South Central Vehicle Pack, включающие в себя новые транспортные средства. 24 сентября того же года для PlayStation 3 и 17 октября для Xbox 360 вышел набор полицейских машин: на них игрок может в любой момент включить или выключить проблесковые маячки и СГУ и нарушать ПДД без реакции на это находящихся поблизости полицейских, а любые возможности по их внешнему видоизменению недоступны (соответственно, за участие в заездах ранг у этого типа транспортных средств не повышается).
Оригинальная игра и все дополнения к ней осенью 2009 года вошли в переиздание под названием Midnight Club: Los Angeles Complete Edition. На Xbox 360 оно было выпущено 29 сентября в Северной Америке и 16 октября в Европе под статусами Platinum Hits и Classics соответственно. На PlayStation 3 данная версия была выпущена 12 октября в Северной Америке и 20 ноября в Европе под статусами Greatest Hits и Platinum соответственно. Версия Midnight Club: Los Angeles Complete Edition для PlayStation 3 также была доступна для покупки в сервисе PlayStation Store с 13 июня 2011 года в Северной Америке и с 15 июня в Европе. 30 октября 2012 года Midnight Club: Los Angeles Complete Edition вошла в состав сборника Rockstar Games Collection: Edition 1. С 9 июня 2018 года как оригинальная версия, так и Midnight Club: Los Angeles Complete Edition были доступны на Xbox One с помощью обратной совместимости с Xbox 360, но уже 20 октября того же года убраны с продажи на всех платформах. Однако, 27 апреля 2021 года Midnight Club: Los Angeles вновь стала доступна для покупки на приставках семейства Xbox, в том числе по обратной совместимости на консоли нового поколения — Xbox Series X/S.

## Музыка

Обложка музыкального альбома Midnight Club Los Angeles: South Central — The South Central EP

В Midnight Club: Los Angeles использован лицензированный саундтрек с композициями разных жанров, таких как хип-хоп, рок, техно и прочих. Звучат музыкальные треки от известных исполнителей и групп, таких как Нас («Sly Fox» и «Hero»), Nine Inch Nails («Discipline» и «1,000,000»), Modeselektor («The Black Block» и «The White Flash (Trentemoller Remix)») и многих других. В меню игры есть возможность выбрать предпочтительный жанр музыки, последовательное или случайное проигрывание треков (которые можно прослушать) или же отдельно настроить воспроизведение тех или иных композиций путём добавления их в свой список воспроизведения; помимо этого, присутствует поддержка пользовательской музыки, а созданные игроком плейлисты автоматически публикуются в Rockstar Games Social Club, чтобы к ним сохранился доступ и позже. По словам представителей Rockstar Games, разработчики старались подобрать актуальный и разнообразный саундтрек, который подходил бы как для гонок и неспешной езды, так и для атмосферы Калифорнии в целом.
В 2008 году в качестве рекламной продукции на игровых выставках был представлен не поступивший в продажу музыкальный альбом Midnight Club Los Angeles Soundtrack Sampler на компакт-дисках с восемью композициями из игры. 10 марта 2009 года к выпуску дополнения South Central в цифровом сервисе iTunes был выпущен альбом Midnight Club Los Angeles: South Central — The South Central EP с двумя композициями, записанными специально для дополнения, — «Switchin’ Lanes» и «Rollin’ Down the Freeway».
| №  | Название                                  | Исполнитель                                         | Длительность |
| -- | ----------------------------------------- | --------------------------------------------------- | ------------ |
| 1. | «What Is It»                              | The Cool Kids                                       |              |
| 2. | «Get Buck in Here»                        | DJ Felli Fel (f. Diddy, Akon, Ludacris and Lil Jon) |              |
| 3. | «Day 'N' Nite» (Crookers Remix)           | Kid Cudi                                            |              |
| 4. | «L.E.S. Artistes» (Switch Remix)          | Santogold                                           |              |
| 5. | «Wassup» (Crookers Remix)                 | Diplo (f. Rye Rye)                                  |              |
| 6. | «Driving Down The Block» (Low End Theory) | Kids in the Hall (f. Master Ace)                    |              |
| 7. | «Twist the Knife»                         | Evil Nine                                           |              |
| 8. | «I Wanna Be in LA»                        | Eagles of Death Metal                               |              |

| №                   | Название                   | Исполнитель                                             | Длительность |
| ------------------- | -------------------------- | ------------------------------------------------------- | ------------ |
| 1.                  | «Switchin’ Lanes»          | Kid Cudi                                                | 3:34         |
| 2.                  | «Rollin’ Down the Freeway» | Statik Selektah (f. Glasses Malone, Kali & Termanology) | 3:05         |
| Общая длительность: | Общая длительность:        | Общая длительность:                                     | 6:39         |

## Оценки и мнения
| Сводный рейтинг       | Сводный рейтинг       | Сводный рейтинг       |
| Издание               | Оценка                | Оценка                |
| Издание               | PS3                   | Xbox 360              |
| --------------------- | --------------------- | --------------------- |
| GameRankings          | 81,66 %               | 80,64 %               |
| Game Ratio            | 82 %                  | 81 %                  |
| Metacritic            | 82/100                | 81/100                |
| MobyRank              | 83/100                | 82/100                |
| Иноязычные издания    |                       |                       |
| Издание               | Оценка                | Оценка                |
| Издание               | PS3                   | Xbox 360              |
| 1UP.com               | N/A                   | B                     |
| AllGame               | [ 75 ]                | [ 76 ]                |
| Edge                  | 7/10                  | N/A                   |
| Eurogamer             | 8/10                  | N/A                   |
| Famitsu               | 33/40                 | 33/40                 |
| G4                    | N/A                   | 3/5                   |
| Game Informer         | 9/10                  | 9/10                  |
| GamePro               | N/A                   | [ 81 ]                |
| GameSpot              | 7,5/10                | 7,5/10                |
| GameSpy               | [ 83 ]                | [ 9 ]                 |
| GamesRadar+           | 9/10                  | 9/10                  |
| GameTrailers          | N/A                   | 8,7/10                |
| GameZone              | 8,5/10                | 8/10                  |
| Giant Bomb            | [ 87 ]                | [ 87 ]                |
| IGN                   | 8,5/10                | 8,5/10                |
| OXM                   | N/A                   | 8/10                  |
| PALGN                 | 8/10                  | N/A                   |
| TeamXbox              | N/A                   | 8,9/10                |
| VideoGamer            | 9/10                  | 9/10                  |
| XboxAddict            | N/A                   | 9,1/10                |
| Русскоязычные издания |                       |                       |
| Издание               | Оценка                | Оценка                |
| Издание               | PS3                   | Xbox 360              |
| «Страна игр»          | 8,5/10                | 8,5/10                |
| Награды               |                       |                       |
| Издание               | Награда               | Награда               |
| GameSpy               | Editors’ Choice Award | Editors’ Choice Award |
| IGN                   | Editors’ Choice Award | Editors’ Choice Award |
| TeamXbox              | Editors’ Choice Award | Editors’ Choice Award |

После выхода Midnight Club: Los Angeles получила в основном положительные отзывы от критиков. На сайте Metacritic игра имеет среднюю оценку 82/100 в версии для PlayStation 3 и 81/100 для Xbox 360, а на GameRankings — 81,66 % для PlayStation 3 и 80,64 % для Xbox 360. Журналисты назвали среди её достоинств игровой процесс, детально воссозданный Лос-Анджелес, высокое качество графики и отличный саундтрек, но подвергли критике несбалансированную, чрезмерно высокую сложность прохождения, сюжетные диалоги, а также малое количество изменений по сравнению с предыдущими частями серии. Midnight Club: Los Angeles была номинантом на получение премии Spike TV Awards в категории «Лучший рейсинг» и получила награду «Выбор редакции» от таких изданий, как GameSpy, IGN и TeamXbox. В первую неделю после выхода Midnight Club: Los Angeles заняла 10-ю строчку чарта видеоигровых продаж в Великобритании. С 10 по 16 ноября 2008 года аркада удерживала 10-ю позицию среди продаж игр для PlayStation 3 в Австралии. В 2010 году Midnight Club: Los Angeles вошла в книгу «1001 видеоигра, в которую нужно сыграть, прежде чем умереть». В ноябре 2011 года Midnight Club: Los Angeles заняла 18-е место в чарте продаж игр сервиса PlayStation Network, месяцем позже — 16-е место, в феврале 2014 года — 4-е, а в ноябре 2015 года — 12-е. Помимо этого, в 2012 году Midnight Club Los Angeles: Complete Edition была номинирована на получение премии PSN Gamers’ Choice Awards в категории «Лучшая полная игра на PS3».
Обозреватели в целом положительно оценили хоть и не инновационный, но увлекательный игровой процесс. Гонки были удостоены похвалы за высокую динамику, впечатляющими критики называли также онлайн-игру и возможности по настройке транспортных средств. Представитель сайта 1UP.com, Джанкарло Варанини, отметил, что «хотя ни одна из идей [игры] не оригинальна, они работают, и работают хорошо»; помимо прочего, Варанини понравились «клёвые» возможности по настройке почти каждого аспекта автомобиля. Рецензенты Famitsu оставили схожее мнение: им понравились игровой процесс и увлекательная настройка автомобилей, но критике так же подверглось отсутствие оригинальности, в сравнении с другими гоночными играми с открытым миром. Крис Ропер, критик ресурса IGN, похвалил управление автомобилями и «великолепные» возможности по настройке транспортных средств, а также отметил, что большое количество заданий и обширные онлайн-возможности долго будут держать игрока «на крючке». Аарон Томас (GameSpot) отнёс к плюсам быстрые, захватывающие гонки, а также поддержку 16 игроков в большом количестве онлайн-режимов, однако заметил, что геймплей не очень оригинальный и не открывает никаких новых возможностей. Журналист Eurogamer Том Брамвелл тоже был впечатлён «потрясающим чувством скорости», особенно при езде на наиболее быстрых моделях автомобилей и мотоциклов, становящихся доступными на продвинутых уровнях игры. Мэтт Хельгесон, рецензент журнала Game Informer, отметил, что игра не стала большим шагом вперёд, а основы геймплея практически не поменялись со времён второй части серии, однако, по его мнению, Midnight Club: Los Angeles — «то, что доктор прописал». Обозреватель сайта GameSpy, Брайан Страттон, написал об игре следующее: «почти совершенный опыт уличных гонок в открытом мире, онлайн и оффлайн». Том Орри (VideoGamer.com) из положительных сторон отметил отличную модель вождения и много удовольствия, которое получаешь от игры. «Новый Midnight Club подкупает красотой и динамичностью», — так отозвался о гоночной аркаде Юрий Левандовский, журналист «Страны игр»; к достоинствам были отнесены «захватывающий и очень динамичный игровой процесс», а также отличная визуализация тюнинга, хотя при этом было отмечено, что выбор деталей не слишком большой.
Восторженные отзывы получили графика и визуальное оформление игры. Похвалы удостоились в первую очередь подробное воссоздание видов Лос-Анджелеса и высокое качество текстур. Орри назвал визуальные эффекты «потрясающими». Томас к достоинствам причислил «классно выглядящий интерфейс» и «великолепное воссоздание Города Ангелов». Ропер похвалил «фантастическую» систему GPS, которая позволяет быстро исследовать город, а также заявил, что сам город, с учётом его размеров, выглядит потрясающе, хотя, по его мнению, модели автомобилей могли быть немного более изящными. Варанини отметил удачно реализованный в техническом плане бесшовный игровой мир. В редакции Famitsu возможность гонять на больших скоростях по красивому и реалистичному Лос-Анджелесу называлась главным достоинством игры. Брамвелл провёл параллель между графикой в Midnight Club: Los Angeles и в Grand Theft Auto IV — другой игре компании Rockstar Games, заметив, что высокая детализация текстур порой приводит к падениям кадровой частоты, но такое случается редко, а в изображении практически отсутствуют разрывы. Высоко визуальную составляющую оценил Хельгесон: по его мнению, графика игры демонстрирует мощность и универсальность движка RAGE, а городские пейзажи были охарактеризованы им как «восхитительные». Под впечатлением от технической составляющей остался Страттон: было отмечено, что, хотя, в отличие от предыдущих частей серии, Midnight Club: Los Angeles включает всего один город, он получился гораздо больше и подробнее, графика практически фотореалистична, частота кадров остаётся стабильной, «чувство скорости захватывает дух», а отсутствие загрузок поддерживает высокий уровень адреналина. Рецензент GamesRadar, Шон Керноу, остался доволен технической составляющей текущего поколения, в частности довольно детализированным воссозданием Лос-Анджелеса и бесшовным геймплеем. Левандовский отнёс к плюсам «шикарную» графику и «почти идеальный виртуальный Лос-Анджелес», а также удостоил похвалы динамическую смену времени суток и различные погодные условия (однако как недостаток журналист отметил то, что погодные эффекты никак не влияют на поведение машины).
Преимущественно высокие оценки от рецензентов получили звуковые эффекты и музыкальное сопровождение. В частности, шумы двигателей были сочтены реалистичными, а саундтрек — подходящим игре. Ропер положительно отозвался о саундтреке и потрясающих эффектах двигателя. Страттон посчитал, что саундтрек игры отлично подходит к атмосфере Лос-Анджелеса. Схожее мнение оставил представитель сайта GameZone Стивен Вудуорд, который сказал, что «саундтреки придают игре неповторимую ауру, что очень классно»; однако, совершенно противоположное мнение о саундтреке оставил его коллега Луис Бедиган, по мнению которого музыка повторяется, немного отвлекает и не очень запоминается, и посоветовал игрокам её выключить, поскольку звуковые эффекты весьма хороши. Джереми Ястрзаб (PALGN) отметил, что саундтрек довольно разнообразен и поэтому удовлетворит большинство игроков: «Не нравится рэп? Просто переключите радиоканал». Хельгесон заметил, что саундтрек состоит из знакомых хитов, но назвал подборку андеграундных танцевальных, хип-хоп и рок-треков хорошей. «Rockstar известна тем, что выбирает фантастическую музыку, и Midnight Club: LA не является исключением» — заявили в редакции GameTrailers, отметив широкое разнообразие песен. Дейл Нардоци, представитель TeamXbox, похвалил музыкальный плейлист, который заполнен «качающими» битами, соизмеримыми с таковыми в другом главном IP Rockstar, однако ему не понравился назойливый визг шин. Рик Уоллес (XboxAddict) счёл саундтрек большим и подходящим для любых вкусовых предпочтений (хотя и посетовал на нехватку некоторых жанров, как, например, кантри), а эффекты автомобилей и мотоциклов, по его словам, звучат именно так, как должны, и хорошо вписываются в окружение города. Орри тоже отнёс «типично модный для Rockstar» саундтрек к достоинствам звукового оформления игры, отметив, что благодаря музыке аркада ощущается ещё более «крутой». Керноу отметил «громкий саундтрек» как один из впечатляющих производственных показателей игры.
Многие рецензенты отнесли к недостаткам сюжет и озвучивание (в частности, диалоги) персонажей. Диалоги они посчитали нелепыми, а самих персонажей — клишированными. Страттон отметил «непрекращающийся шквал болтовни и подколов» с того момента, как персонажи подкатывают к стартовой линии, и до тех пор, пока последний гонщик не пересекает финиш: «если и есть что-то, что гонщики Midnight Club: Los Angeles любят больше, чем мчаться по улицам Лос-Анджелеса на скорости более 100 миль в час, так это — оскорблять». Похожим образом диалоги раскритиковал Бедиган, который предупредил игроков, что они услышат кучу повторяющихся строк от конкурентов, которые настаивают на том, что «у вас нет шансов на победу». Ястрзаб назвал озвучивание «смешным», поскольку большинство персонажей неудачно пытаются разговаривать в стиле уличных гонщиков. Более подробно проблему сюжета и «ужасных» диалогов описал Хельгесон, по мнению которого, каждый персонаж в игре — это набор мачоистских клише: обозреватель отметил, что Rockstar традиционно следуют поп-культуре, но в данном случае они пошли в неверном направлении, пытаясь добиться большей «крутизны». Тем не менее, некоторые критики оставили о сюжете и озвучивании более благосклонные мнения. «Есть немного истории, но это минимум, чтобы вы могли сесть в машину и помчаться по улицам Лос-Анджелеса» — написал Томас. Уоллесу понравились телефонные разговоры с гонщиками, добавляющие реализма, а переговоры полиции ему показались забавными. Положительное мнение о сюжетной составляющей и персонажах игры оставил Левандовский: журналиста впечатлило, что разработчики отлично проработали не только главного героя, но и всех остальных гонщиков («всегда приятно соревноваться с человеком, а не с бездушным куском железа на колёсах»), история преподносится в очень качественных заставках на движке игры, всё выдержано в едином стиле, а «сюжет тут, может, и простоват, зато не глуп и не надуман». К незначительным недостаткам была отнесена невозможность создать и изменить своего персонажа, как это, например, сделано в Test Drive Unlimited.
Главным недостатком игры в большинстве обзоров называется несбалансированная, слишком высокая сложность прохождения. Так, ИИ расценивался как неуступчивый, а городские улицы — запутанными. Ропер заявил, что «игра слишком сложна даже с самого начала». Томас также подверг критике несбалансированную и чрезмерную сложность игры, которая усугубляется неудобной картой и улицами города, в которых даже в гонках с контрольными точками легко заблудиться. Орри отнёс высокую сложность к недостаткам, заметив, что она больше подойдёт тем, кому нравятся такие игры, в то время как остальные будут наказаны соперниками, всегда сидящими «на хвосте» и готовыми воспользоваться малейшими ошибками игрока. Схожую ситуацию описывал Варанини, который утверждал, что, несмотря на возможность покупки новых транспортных средств и их улучшений, даже в ранних миссиях игра остаётся по-прежнему сложной, а ИИ противников редко когда ошибается в гонках. Брамвелл предупредил игроков, что другие автомобили и стены возненавидят их, а каждая гонка, миссия и прочие задания часто длятся почти пять минут реального времени, если не дольше. В Famitsu отметили немалую длительность гонок, трудности с зарабатыванием денег, а также довольно настойчивую и даже «немного жёсткую» полицию. Аналогичные проблемы упоминал в своём обзоре и Страттон. «AI здесь не просто напористый, он очень недружелюбный и дьявольски сложный для неподготовленного игрока», — написал Левандовский; обозреватель, помимо прочего, отметил, что ИИ порой подыгрывает сам себе и соперники могут очень быстро восстановиться после столкновения, возобновив гонку. В свете завышенной, по мнению критиков, сложности игры они положительно оценили различные специальные возможности, которые можно установить на транспортные средства и, таким образом, уравнять шансы на победу. Также одобрительный отклик получил и тот факт, что, даже несмотря на поражения, игрок поощряется постоянным повышением уровня его авторитета, помогающему продвигаться по карьере.

## Влияние
Несмотря на отсутствие продолжения серии, некоторые элементы игрового процесса и дизайна Midnight Club: Los Angeles (например, игровой мир и специальные способности транспортных средств) впоследствии были задействованы в другой игре компании Rockstar Games — Grand Theft Auto V. Издательством BradyGames выпускались книги, где содержалось руководство и дополнительная информация по игре.
Некоторые технологические особенности, впервые применённые в Midnight Club: Los Angeles, такие как показывающая происходящее в игровом процессе с наиболее зрелищных ракурсов экшн-камера и отсутствие загрузочных экранов между видеозаставками и геймплеем, впоследствии были также задействованы и в ряде гоночных игр других компаний, например, в The Crew и Need for Speed 2015 года.